# Piattaforma di ghiaccio Ekström
La piattaforma di ghiaccio Ekström (71°00′S 8°00′W) è una piattaforma glaciale situata tra la scogliera Sorasen e la scogliera Halvfarryggen, lungo la costa della principessa Martha, nella Terra della Regina Maud, in Antartide . La struttura occupa un'area di 8.700 km² ed ha uno spessore medio di 15 m.
A nord est, nei pressi della baia Atka, è situata la stazione tedesca Neumayer III.

## Storia
La piattaforma fu mappata per la prima volta durante la spedizione antartica Norvegese-Britannica-Svedese (in inglese Norwegian–British–Swedish Antarctic Expedition, NBSAE) (1949-52), e battezzata con l'attuale nome in onore di Bertil Ekström, un ingegnere meccanico facente parte della NBSAE, che era annegato quando il cingolato M29 Weasel che stava guidando era precipitato oltre il bordo della piattaforma glaciale Quar il 24 febbraio 1951.